# Liste der Bodendenkmäler in Zolling
Auf dieser Seite sind die Bodendenkmäler in der oberbayerischen Gemeinde Zolling zusammengestellt. Diese Tabelle ist eine Teilliste der Liste der Bodendenkmäler in Bayern. Grundlage ist die Bayerische Denkmalliste, die auf Basis des Bayerischen Denkmalschutzgesetzes vom 1. Oktober 1973 erstmals erstellt wurde und seither durch das Bayerische Landesamt für Denkmalpflege geführt wird. Die folgenden Angaben ersetzen nicht die rechtsverbindliche Auskunft der Denkmalschutzbehörde.

## Bodendenkmäler der Gemeinde Zolling

### Bodendenkmäler in der Gemarkung Anglberg
| Lage                | Objekt | Akten-Nr.     | Bild |
| ------------------- | --- | ------------- | ---- |
| Anglberg (Standort) | Burgstall des Mittelalters und abgegangenes Hofmarkschloss der frühen Neuzeit (Schloss Flitzing).                                                        | D-1-7536-0080 |      |
| Anglberg (Standort) | Siedlung des Mittelneolithikums und der Latènezeit sowie Körpergräber vorgeschichtlicher Zeitstellung.                                                   | D-1-7536-0081 |      |
| Anglberg (Standort) | Siedlung und Körpergräber des frühen Mittelalters. | D-1-7536-0083 |      |
| Anglberg (Standort) | Siedlung vor- und frühgeschichtlicher Zeitstellung. | D-1-7536-0085 |      |
| Anglberg (Standort) | Siedlung vorgeschichtlicher Zeitstellung. | D-1-7536-0091 |      |
| Anglberg (Standort) | Untertägige mittelalterliche und frühneuzeitliche Befunde im Bereich der katholischen Filialkirche St. Bartholomäus in Flitzing und ihres Vorgängerbaus. | D-1-7536-0239 |      |
| Anglberg (Standort) | Untertägige frühneuzeitliche Befunde und Funde im Bereich der katholischen Wallfahrtskirche St. Ulrich von Thann und ihres Vorgängerbaus mit Friedhof.   | D-1-7536-0255 |      |

### Bodendenkmäler in der Gemarkung Appersdorf
| Lage                  | Objekt | Akten-Nr.     | Bild |
| --------------------- | --- | ------------- | ---- |
| Appersdorf (Standort) | Grabenwerk vor- und frühgeschichtlicher Zeitstellung. | D-1-7536-0232 |      |
| Appersdorf (Standort) | Untertägige mittelalterliche und frühneuzeitliche Befunde im Bereich der katholischen Filialkirche St. Valentin in Gerlhausen und ihres Vorgängerbaus.                           | D-1-7536-0241 |      |
| Appersdorf (Standort) | Untertägige mittelalterliche und frühneuzeitliche Befunde und Funde im Bereich der katholischen Pfarrkirche St. Georg von Oberappersdorf und ihrer Vorgängerbauten mit Friedhof. | D-1-7536-0248 |      |

### Bodendenkmäler in der Gemarkung Itzling
| Lage               | Objekt                                                           | Akten-Nr.     | Bild |
| ------------------ | ---------------------------------------------------------------- | ------------- | ---- |
| Itzling (Standort) | Grabhügel mit Bestattungen der Bronzezeit und der Hallstattzeit. | D-1-7536-0017 |      |

### Bodendenkmäler in der Gemarkung Palzing
| Lage                       | Objekt | Akten-Nr.     | Bild |
| -------------------------- | --- | ------------- | ---- |
| Palzing (Standort)         | Grabenwerk des Neolithikums. | D-1-7536-0095 |      |
| Palzing (Standort)         | Abschnittsbefestigung der späten Hallstattzeit und der frühen Latènezeit sowie Körpergräber des frühen Mittelalters.                                            | D-1-7536-0096 |      |
| Palzing (Standort)         | Siedlung vorgeschichtlicher Zeitstellung. | D-1-7536-0097 |      |
| Palzing (Standort)         | Verebnete Grabhügel vorgeschichtlicher Zeitstellung. | D-1-7536-0098 |      |
| Palzing (Standort)         | Siedlung des Neolithikums. | D-1-7536-0099 |      |
| Palzing (Standort)         | Untertägige mittelalterliche und frühneuzeitliche Befunde im Bereich der katholischen Filialkirche St. Georg in Palzing und ihrer Vorgängerbauten mit Friedhof. | D-1-7536-0235 |      |
| Palzing Zolling (Standort) | Siedlung des Mittelneolithikums (Oberlauterbacher Gruppe) und des Jungneolithikums (Münchshöfener Kultur).                                                      | D-1-7536-0274 |      |

### Bodendenkmäler in der Gemarkung Wimpasing
| Lage                 | Objekt                                              | Akten-Nr.     | Bild |
| -------------------- | --------------------------------------------------- | ------------- | ---- |
| Wimpasing (Standort) | Siedlung vor- und frühgeschichtlicher Zeitstellung. | D-1-7536-0031 |      |
| Wimpasing (Standort) | Grabhügel vorgeschichtlicher Zeitstellung.          | D-1-7536-0065 |      |
| Wimpasing (Standort) | Grabhügel vorgeschichtlicher Zeitstellung.          | D-1-7536-0066 |      |
| Wimpasing (Standort) | Erdstall des hohen Mittelalters.                    | D-1-7536-0233 |      |

### Bodendenkmäler in der Gemarkung Zolling
| Lage               | Objekt | Akten-Nr.     | Bild |
| ------------------ | --- | ------------- | ---- |
| Zolling (Standort) | Grabhügel mit Bestattungen der Hallstattzeit. | D-1-7536-0067 |      |
| Zolling (Standort) | Siedlung des Neolithikums, der Hallstattzeit und der Latènezeit. | D-1-7536-0068 |      |
| Zolling (Standort) | Siedlung der Hallstattzeit und der frühen Latènezeit. | D-1-7536-0069 |      |
| Zolling (Standort) | Siedlung vorgeschichtlicher Zeitstellung. | D-1-7536-0070 |      |
| Zolling (Standort) | Verebnete Grabhügel vorgeschichtlicher Zeitstellung. | D-1-7536-0071 |      |
| Zolling (Standort) | Siedlung vor- und frühgeschichtlicher Zeitstellung. | D-1-7536-0072 |      |
| Zolling (Standort) | Siedlung vor- und frühgeschichtlicher Zeitstellung. | D-1-7536-0074 |      |
| Zolling (Standort) | Siedlung vor- und frühgeschichtlicher Zeitstellung. | D-1-7536-0075 |      |
| Zolling (Standort) | Siedlung vor- und frühgeschichtlicher Zeitstellung. | D-1-7536-0076 |      |
| Zolling (Standort) | Siedlung und Bestattungsplatz vor- und frühgeschichtlicher Zeitstellung. | D-1-7536-0077 |      |
| Zolling (Standort) | Körpergräber des Mittelalters. | D-1-7536-0078 |      |
| Zolling (Standort) | Siedlung vor- und frühgeschichtlicher Zeitstellung. | D-1-7536-0084 |      |
| Zolling (Standort) | Bestattungsplatz sowie Siedlung vor- und frühgeschichtlicher Zeitstellung. | D-1-7536-0086 |      |
| Zolling (Standort) | Siedlung der frühen Bronzezeit. | D-1-7536-0088 |      |
| Zolling (Standort) | Siedlung vor- und frühgeschichtlicher Zeitstellung. | D-1-7536-0089 |      |
| Zolling (Standort) | Untertägige mittelalterliche und frühneuzeitliche Befunde im Bereich der katholischen Pfarrkirche St. Johannes der Täufer in Unterzolling und ihrer Vorgängerbauten mit zugehörigem Friedhof. | D-1-7536-0227 |      |
| Zolling (Standort) | Siedlung des Neolithikums und der Bronzezeit. | D-1-7536-0230 |      |
| Zolling (Standort) | Siedlung und Bestattungsplatz vorgeschichtlicher Zeitstellung. | D-1-7536-0231 |      |
| Zolling (Standort) | Untertägige mittelalterliche und frühneuzeitliche Befunde und Funde im Bereich der katholischen Filialkirche St. Stephanus von Hartshausen mit Friedhof.                                      | D-1-7536-0243 |      |
| Zolling (Standort) | Untertägige frühneuzeitliche Befunde und Funde im Bereich der katholischen Ortskapelle von Oberzolling.                                                                                       | D-1-7536-0250 |      |
| Zolling (Standort) | Siedlung des Frühneolithikums (Linearbandkeramik) und der frühen Bronzezeit sowie Siedlung und Brandgräber der Urnenfelder- und Hallstattzeit.                                                | D-1-7536-0275 |      |